# 阿尼塔波利斯
阿尼塔波利斯是巴西圣卡塔琳娜州的一个市镇。总面积542平方公里，总人口3175人，人口密度5.9人/平方公里。